# Platonisk kærlighed
Platonisk kærlighed er en type kærlighed, hvor sexlyst er ikke-eksisterende eller er blevet undertrykt, erstattet eller på anden måde fjernet. På den anden side er platonisk kærlighed mere end almindeligt venskab.
Begrebet er opkaldt efter filosoffen Platon, der i dialogen Symposion hylder åndelig kærlighed som højerestående end fysisk kærlighed.
Hvor udtrykket i dag næsten udelukkende bruges om romantisk kærlighed uden sex, så var den i middelalderen (i formen amor socraticus) snarere en kærlighed til det hinsides, dvs. især en meget ren kærlighed til Gud.